# جون مارتيز
جون مارتيز (بالإنجليزية: John Martis)‏ هو لاعب كرة قدم بريطاني في مركز قلب الدفاع، ولد في 30 مارس 1940 في ماذرويل ‏ في المملكة المتحدة. شارك مع منتخب اسكتلندا لكرة القدم. أما مع النوادي، فقد لعب مع نادي إيست فيف ونادي ماذرويل ونادي هيلانك.

## وصلات خارجية
- جون مارتيز على موقع الاتحاد الإسكتلندي (الإنجليزية)
- جون مارتيز على موقع قاعدة بيانات كرة القدم.إي يو (الإنجليزية)
- جون مارتيز على موقع ناشيونال فوتبول تيمز (الإنجليزية)